# 奥卢塞贡·奥巴桑乔
奥卢塞贡·马修·奥巴桑乔（1937年3月5日—）生於阿贝奥库塔，尼日利亚政治家，人民民主党成员，約魯巴族裔，曾任尼日利亚联邦军事政府元首、非洲联盟主席和尼日利亚总统等。

## 早年生涯
奥卢塞贡·奥巴桑乔於1937年生於奈及利亞奥贡州的首府阿贝奥库塔，他是約魯巴族裔，他的名字“奥卢塞贡”的含意是“上帝是勝利的”。
1958年，奥巴桑乔加入奈及利亞陸軍，之後在英國士官學校、英國王立工兵學校及印度留學，他在阿爾舒特接受訓練，1960年，奥巴桑乔參與了聯合國於剛果的作戰部隊，擔任工兵隊長，1969年，在奈及利亞內戰中於奧韋擔任海軍陸戰隊第三突擊隊指揮官，打擊比亞法拉的分離主義者，1970年，升任工兵團長。1975年，擔任葛文政府的建築和住房部長。同年7月29日，穆塔拉·拉馬特·穆罕默德上校發動政變，推翻了葛文政府，奥巴桑乔被任命為軍政府副主席。

## 軍政府時期
1976年2月13日，穆塔拉·拉馬特·穆罕默德在一次不成功的政變中被殺，奧巴桑喬接任軍政府首腦。1979年，奧巴桑喬移交權力予民選總統谢胡·沙加里。

## 總統時期
1999年尼日利亞再次回復民主，奧巴桑喬代表人民民主黨參選總統並當選。2003年成功連任，至2007年任期屆滿後卸任。

## 卸任後
2021年8月，非洲联盟任命奥卢塞贡·奥巴桑乔为非洲之角和平高级代表。